# Jimmy Mullen
Jimmy Mullen (Newcastle upon Tyne, 1923. január 6. – Wolverhampton, 1987. október 23.), angol válogatott labdarúgó.
Az angol válogatott tagjaként részt vett az 1950-es és az 1954-es világbajnokságon.

## Sikerei, díjai
Wolverhampton Wanderers
- Angol bajnok (3): 1953–54, 1957–58, 1958–59
- Angol kupa (1): 1948–49
- Angol szuperkupa (3): 1949, 1954, 1959